# Peña Redonda
El pico Peña Redonda es una montaña caliza de la Sierra del Brezo (o sierra de la Peña) en la comarca Montaña Palentina, con una altitud de 1993 metros sobre el nivel medio del mar.

## Situación
Está situado en el norte de la provincia de Palencia, limitando los términos municipales de Castrejón de la Peña y Cervera de Pisuerga, en la comunidad autónoma de Castilla y León, España. Junto con Peña del Fraile 2025 metros es la mayor prominencia de la Sierra del Brezo.

## Entorno
Desde la cima se tienen vistas prácticamente de 360° en un día despejado, si bien se suele cubrir la cima de niebla o nubes durante las primeras horas de la mañana.
- Hacia el Sur se ve la planicie de la Provincia de Palencia y muchos de los municipios y pedanías de la Montaña Palentina: Castrejón de la Peña, Cervera de Pisuerga, Traspeña de la Peña, Villanueva de la Peña (Palencia), Boedo de Castrejón, Roscales de la Peña y Loma de Castrejón, entre otros.
- Hacia el Norte se pueden ver en un día despejado varias cimas de la Montaña Palentina y de los Picos de Europa, entre otros destacan: Espigüete N-O, Curavacas N y Pico Tres Mares N-E.

## Acceso y Rutas

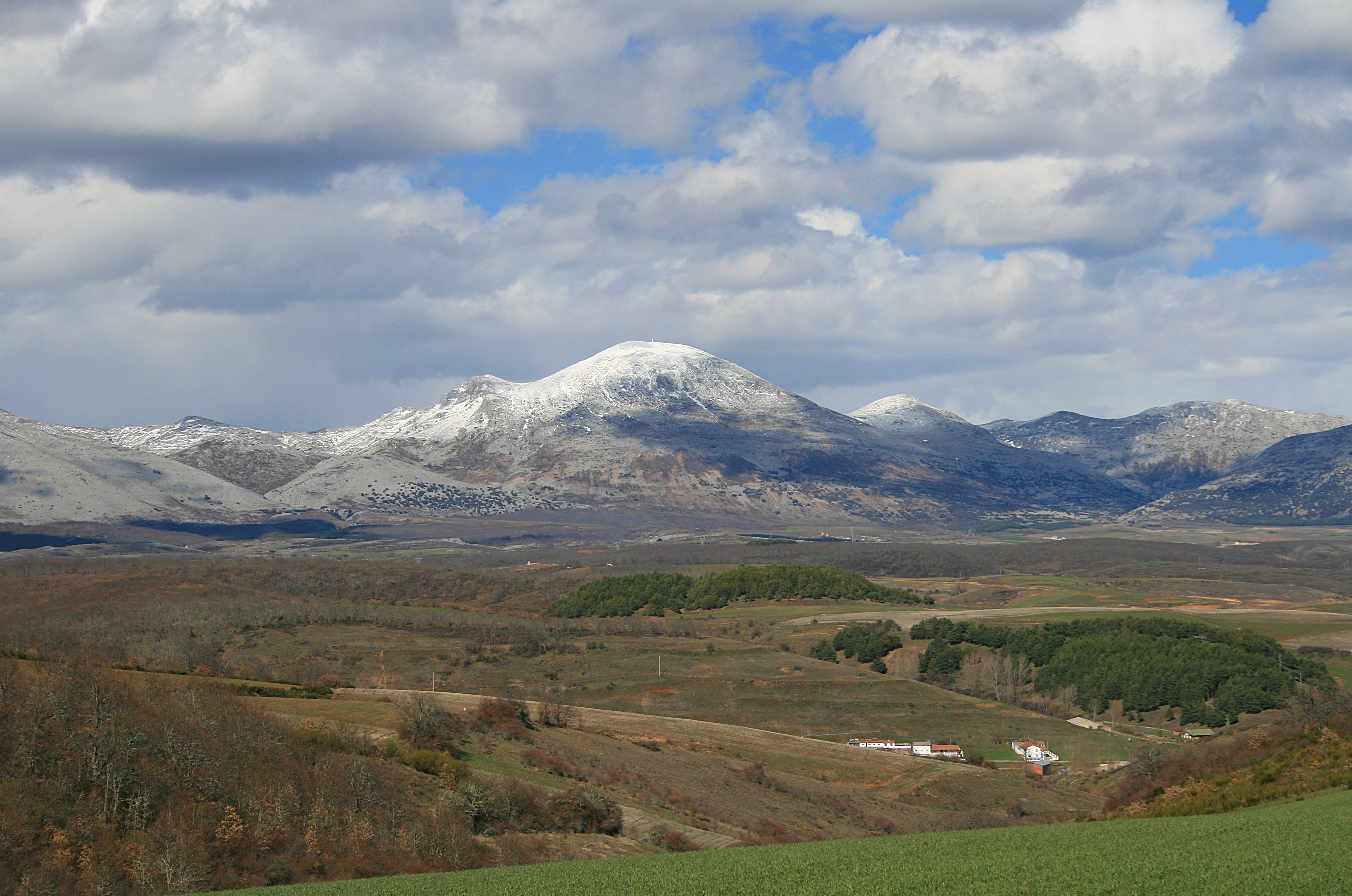
Vista sur de la Sierra del Brezo desde Respenda de la Peña, con Peña Redonda en primer plano. A sus pies se pueden divisar las localidades de Las Heras y Santibáñez de la Peña.

Hay varios accesos, dependiendo de la ruta de ascensión elegida, pero el más utilizado por la gente del lugar es el de Traspeña de la Peña;al que se puede acceder de dos maneras:
- Por la pista al final del pueblo, a la izquierda de la cruz, sube en línea recta hacia el pie.
- Antes de la charca a la entrada del pueblo a la izquierda, una pista accede en línea recta hasta el pie.

Ambas pistas se unen en una, en un cercado que sigue hasta una antigua cantera, en ella se puede dejar el coche y seguir la senda marcada con hitos hasta la cima.
La Peña redonda tiene numerosas vías de ascensión por todas sus vertientes.
La más habitual transcurre por la cara sur, saliendo de unas canteras abandonadas o del barranco; se inicia la senda siguiendo hitos de piedras ladeando, pasando por el canal y llegando casi hasta el collado. Se ataca la cima por el hombro Este.
Hay otras vías por el Norte, Sur (Villanueva de la Peña (Palencia) y Ruta directa), Oeste y Este (Cervera de Pisuerga), menos marcados pero también accesibles.
En la cima hay un vértice geodésico, una cruz metálica (que hace superar a la peña los 2000 m) y una caseta con una virgen.

## La leyenda del Gigante del Valle Estrecho
Cuenta la leyenda que en un tiempo remoto hubo un gigante que habitó cerca del pueblo de San Martín de los Herreros en el Valle Estrecho. Tenía una gran fortuna y aún un mayor tesoro: una hermosa hija a la que amaba con gran cariño. La niña creció y muchos jóvenes de los alrededores empezaron a pretenderla. El padre asustaba a todos ellos por amor a su tierna hija y debido a su ferocidad. La hija intentó en varias ocasiones zafarse de la protección de su padre llegando a escapar del hogar paterno, enfadando aún más al progenitor y haciendo que el gigante aumentara su vigilancia.

A pesar de las precauciones del gigante, la muchacha conoció a un apuesto joven del que se enamoró locamente. Juntos urdieron un plan para escapar del valle por los caminos que descienden hacia el Valle de la Valdavia. Cuando el gigante se enteró de la huida de su hija era demasiado tarde, ya no los pudo alcanzar.

El gigante se hundió en la desesperación de la soledad, melancolía y tristeza por haber dejado huir la lo que más amaba. Abandonó todo lo que tenía y subió a los altos de la sierra de la Peña con la falsa esperanza de ver regresar a su amada hija.
Allí se hundió aún más en la soledad, llorando hasta la extenuación. Algunos cuentan que mucho más abajo, en la que se conoce como la Fuente de la Sondonada, las lágrimas, brotan aún, algunos días muy especiales, del lago subterráneo que formaron.
Un día el gran hombre no despertó y quedó tendido en la cordillera, sus dimensiones debieron aumentar porque con un poco de imaginación, hoy se puede ver el perfil de un hombre tendido, donde lo que hoy es Peña Redonda sería la barriga del infortunado protagonista.

## Curiosidades
Cada primer domingo de agosto los pueblos de la zona realizan una romería a la cima en honor a la virgen de las cumbres, allí el obispo de Palencia hace misa bajo la cruz metálica.